# Persone di nome Ezio
| Questa pagina contiene informazioni ricavate automaticamente dalle voci biografiche con l'ausilio del template Bio e di un bot. L'aggiornamento è periodico e automatico e ricostruisce completamente la pagina. Se manca una persona in questa lista, sei pregato di non aggiungerla, ma accertati piuttosto che la sua voce biografica contenga il template Bio e che i dati anagrafici siano correttamente compilati. Se il template Bio manca, inseriscilo tu stesso o, in alternativa, metti l'avviso {{tmp\|Bio}} che ne segnala la mancanza. Se i dati riportati sono sbagliati, correggi direttamente la voce biografica; le modifiche saranno visibili in questa lista entro pochi giorni. Per chiarimenti vedi il progetto antroponimi. La lista contiene solo le 155 persone che sono citate nell'enciclopedia e per le quali è stato implementato correttamente il template Bio. Pagina aggiornata al 6 mag 2025. |

Questa è una lista di persone presenti nell'enciclopedia che hanno il nome Ezio, suddivise per attività principale.

## Allenatori di calcio(6)
- Ezio Brevi, allenatore di calcio e ex calciatore italiano (Roma, n. 1970)
- Ezio Capuano, allenatore di calcio italiano (Salerno, n. 1965)
- Ezio Galbiati, allenatore di calcio e calciatore italiano (Albate, n. 1931 - Reggio nell'Emilia, † 2014)
- Ezio Glerean, allenatore di calcio e ex calciatore italiano (San Michele al Tagliamento, n. 1956)
- Ezio Rossi, allenatore di calcio e ex calciatore italiano (Torino, n. 1962)
- Ezio Sella, allenatore di calcio e ex calciatore italiano (Roma, n. 1956)

## Allenatori di pallacanestro(1)
- Ezio Cardaioli, allenatore di pallacanestro italiano (Chiusi, n. 1935 - Siena, † 2023)

## Anarchici(1)
- Ezio Taddei, anarchico e scrittore italiano (Livorno, n. 1895 - Roma, † 1956)

## Arbitri di calcio(1)
- Ezio Motta, arbitro di calcio italiano (Monza, n. 1931 - Monza, † 2021)

## Architetti(3)
- Ezio Bienaimé, architetto italiano (Venezia, n. 1923 - Carrara, † 2002)
- Ezio Cerpi, architetto italiano (Siena, n. 1868 - Firenze, † 1958)
- Ezio Somazzi, architetto svizzero (Barbengo, n. 1879 - Lugano, † 1934)

## Artisti(1)
- Ezio Gribaudo, artista, editore e grafico italiano (Torino, n. 1929 - Torino, † 2022)

## Attori(2)
- Ezio Marano, attore italiano (Brescia, n. 1927 - Roma, † 1991)
- Ezio Sancrotti, attore italiano (Lainate, n. 1928 - Milano, † 2008)

## Aviatori(2)
- Ezio Bevilacqua, aviatore e militare italiano (Savignano sul Rubicone, n. 1917 - El Daba, † 1942)
- Ezio Maccani, aviatore e militare italiano (Trento, n. 1911 - Sabadell, † 1937)

## Bassi(2)
- Ezio Flagello, basso statunitense (New York, n. 1931 - Palm Bay, † 2009)
- Ezio Pinza, basso italiano (Roma, n. 1892 - Stamford, † 1957)

## Bobbisti(1)
- Ezio Fiori, bobbista italiano (Calalzo di Cadore, n. 1949)

## Calciatori(24)
- Ezio Bardelli, calciatore italiano (Milano, n. 1930 - Milano, † 2018)
- Ezio Bertuzzo, calciatore e allenatore di calcio italiano (Settimo Torinese, n. 1952 - Torino, † 2014)
- Ezio Bettini, calciatore italiano (Brescia, n. 1932 - Brescia, † 2018)
- Ezio Blangero, ex calciatore italiano (Torino, n. 1957)
- Ezio Borgo, calciatore italiano (Genova, n. 1907 - Avigliana, † 1970)
- Ezio Brunetti, calciatore italiano (San Michele Extra, n. 1908)
- Ezio Cavagnetto, ex calciatore italiano (Ivrea, n. 1954)
- Ezio Galasso, ex calciatore italiano (Jemeppe, n. 1952)
- Ezio Gelain, ex calciatore e allenatore di calcio italiano (Fontaniva, n. 1961)
- Ezio Loik, calciatore italiano (Fiume, n. 1919 - Superga, † 1949)
- Ezio Lombardi, ex calciatore italiano (Milano, n. 1928)
- Ezio Meneghello, calciatore italiano (Verona, n. 1919 - Verona, † 1987)
- Ezio Minigutti, ex calciatore italiano (Visco, n. 1947)
- Ezio Mognaschi, calciatore italiano
- Ezio Morselli, calciatore italiano (Borgoforte, n. 1907 - Brescia, † 1984)
- Ezio Panero, ex calciatore italiano (Centallo, n. 1963)
- Ezio Pascutti, calciatore e allenatore di calcio italiano (Chiasiellis, n. 1937 - Bologna, † 2017)
- Ezio Rizzotti, calciatore italiano (Novara, n. 1912 - † 1943)
- Ezio Scida, calciatore italiano (Crotone, n. 1915 - Cerchiara di Calabria, † 1946)
- Ezio Sclavi, calciatore, allenatore di calcio e pittore italiano (Stradella, n. 1903 - Taggia, † 1968)
- Ezio Stoppoloni, calciatore italiano
- Ezio Tettamanti, calciatore italiano (Oggiono, n. 1938 - Oggiono, † 2008)
- Ezio Vendrame, calciatore, allenatore di calcio e scrittore italiano (Casarsa della Delizia, n. 1947 - San Fior, † 2020)
- Ezio Vettori, calciatore italiano (Pisa, n. 1905)

## Canottieri(1)
- Ezio Acchini, canottiere italiano (Nonsard-Lamarche, n. 1922 - Varese, † 1985)

## Cantanti(1)
- Ezio Maria Picciotta, cantante italiano (Palermo, n. 1945)

## Cestisti(5)
- Ezio Battistella, ex cestista italiano (Numea, n. 1969)
- Ezio Cernich, cestista, allenatore di pallacanestro e dirigente sportivo italiano (Udine, n. 1934 - Udine, † 1992)
- Ezio Mantelli, cestista italiano (Alessandria, n. 1924 - Alessandria, † 2002)
- Ezio Riva, ex cestista italiano (Udine, n. 1957)
- Ezio Varisco, cestista italiano (Trieste, n. 1914 - Libia, † 1942)

## Ciclisti su strada(5)
- Ezio Bicocca, ciclista su strada italiano (Torino, n. 1930 - † 2019)
- Ezio Cecchi, ciclista su strada italiano (Castelmartini, n. 1913 - Monsummano Terme, † 1984)
- Ezio Corlaita, ciclista su strada italiano (Bologna, n. 1889 - Bologna, † 1967)
- Ezio Cortesia, ciclista su strada italiano (La Spezia, n. 1893 - La Spezia, † 1966)
- Ezio Moroni, ex ciclista su strada italiano (Varese, n. 1961)

## Combinatisti nordici(1)
- Ezio Damolin, combinatista nordico e saltatore con gli sci italiano (Moena, n. 1944 - Cavalese, † 2022)

## Compositori(4)
- Ezio Bosso, compositore, pianista e contrabbassista italiano (Torino, n. 1971 - Bologna, † 2020)
- Ezio Camussi, compositore italiano (Firenze, n. 1877 - Milano, † 1956)
- Ezio Leoni, compositore, arrangiatore e produttore discografico italiano (Milano, n. 1927 - Capriate San Gervasio, † 2015)
- Ezio Ranaldi, compositore italiano (Foligno, n. 1936)

## Conduttori televisivi(1)
- Ezio Greggio, conduttore televisivo, comico e cabarettista italiano (Cossato, n. 1954)

## Costumisti(1)
- Ezio Altieri, costumista e scenografo italiano (Roma - Roma, † 2005)

## Criminali(1)
- Ezio Barbieri, criminale italiano (Milano, n. 1922 - Barcellona Pozzo di Gotto, † 2018)

## Diplomatici(1)
- Ezio Mizzan, diplomatico italiano (Trieste, n. 1905 - Rawalpindi, † 1969)

## Dirigenti sportivi(1)
- Ezio Candido, dirigente sportivo e ex calciatore italiano (Lecce, n. 1949)

## Doppiatori(1)
- Ezio Vivolo, doppiatore italiano (Eboli, n. 1997)

## Economisti(2)
- Ezio Tarantelli, economista italiano (Roma, n. 1941 - Roma, † 1985)
- Ezio Vanoni, economista e politico italiano (Morbegno, n. 1903 - Roma, † 1956)

## Filologi(2)
- Ezio Levi, filologo italiano (Mantova, n. 1884 - Boston, † 1941)
- Ezio Raimondi, filologo, saggista e critico letterario italiano (Lizzano in Belvedere, n. 1924 - Bologna, † 2014)

## Filosofi(1)
- Ezio Riondato, filosofo e politico italiano (Padova, n. 1921 - Padova, † 2004)

## Generali(4)
- Ezio Babbini, generale italiano (Pistoia, n. 1873)
- Ezio Monti, generale e aviatore italiano (Sesto San Giovanni, n. 1917 - Sesto San Giovanni, † 2012)
- Ezio Reisoli, generale italiano (Pontremoli, n. 1856 - Torino, † 1927)
- Ezio Rosi, generale italiano (Vicenza, n. 1881 - Bologna, † 1963)

## Ginnasti(1)
- Ezio Roselli, ginnasta italiano (La Spezia, n. 1896 - Milano, † 1963)

## Giornalisti(9)
- Ezio Costanzo, giornalista e storico italiano (Paternò, n. 1954)
- Ezio Felici, giornalista, poeta e drammaturgo italiano (Siena, n. 1882 - Siena, † 1948)
- Ezio Guaitamacchi, giornalista, scrittore e musicista italiano (Milano, n. 1957)
- Ezio Guidi, giornalista, conduttore televisivo e telecronista sportivo svizzero (Bellinzona, n. 1943)
- Ezio Luzzi, giornalista e conduttore radiofonico italiano (Santa Fe, n. 1933)
- Ezio Mauro, giornalista italiano (Dronero, n. 1948)
- Ezio Sisto, giornalista, disegnatore e fumettista italiano (Alessandria, n. 1956)
- Ezio Zefferi, giornalista e regista teatrale italiano (Tunisi, n. 1926 - Roma, † 2020)
- Ezio Zermiani, giornalista italiano (Bolzano, n. 1941)

## Illustratori(1)
- Ezio Anichini, illustratore italiano (Firenze, n. 1886 - Firenze, † 1948)

## Imprenditori(4)
- Ezio Foppa Pedretti, imprenditore e dirigente d'azienda italiano (Telgate, n. 1927 - Bergamo, † 2010)
- Ezio Granelli, imprenditore italiano (Volterra, n. 1880 - Milano, † 1957)
- Ezio Panciera, imprenditore italiano (Schio, n. 1896 - Schio, † 1960)
- Ezio Oreste Rivetti di Val Cervo, imprenditore italiano (Veglio, n. 1887 - Biella, † 1962)

## Judoka(1)
- Ezio Gamba, ex judoka e dirigente sportivo italiano (Brescia, n. 1958)

## Latinisti(1)
- Ezio Franceschini, latinista italiano (Villa di Strigno, n. 1906 - Padova, † 1983)

## Maestri di scherma(1)
- Ezio Triccoli, maestro di scherma e schermidore italiano (Jesi, n. 1915 - Jesi, † 1996)

## Medici(1)
- Ezio Coppa, medico e politico italiano (Ponza, n. 1898 - Napoli, † 1969)

## Mezzofondisti(1)
- Ezio Domenighini, ex mezzofondista italiano (n. 1969)

## Militari(4)
- Ezio Andolfato, militare italiano (Caserta, n. 1910 - Birgot, † 1936)
- Ezio Biondi, militare e aviatore italiano (Modena, n. 1914 - Bologna, † 1941)
- Ezio De Marchi, militare italiano (Servola, n. 1895 - Conca Meglenci, † 1917)
- Ezio Rizzato, militare e partigiano italiano (Pressana, n. 1909 - Fondotoce, † 1944)

## Musicisti(1)
- Ezio Carabella, musicista e compositore italiano (Roma, n. 1891 - Roma, † 1964)

## Partigiani(3)
- Ezio Giaccone, partigiano italiano (Mantova, n. 1916 - Bologna, † 1944)
- Ezio Lucarno, partigiano italiano (Genova, n. 1926 - Vobbia, † 1944)
- Ezio Serantoni, partigiano italiano (Imola, n. 1902 - Imola, † 1981)

## Personaggi televisivi(1)
- Ezio Radaelli, personaggio televisivo e imprenditore italiano (Milano, n. 1924 - Roma, † 2005)

## Piloti automobilistici(1)
- Ezio Baribbi, pilota automobilistico italiano (Cellatica, n. 1947)

## Piloti motociclistici(1)
- Ezio Gianola, pilota motociclistico italiano (Lecco, n. 1960)

## Pistard(1)
- Ezio Cardi, ex pistard italiano (Bardolino, n. 1948)

## Pittori(3)
- Ezio Ercoli, pittore italiano (Roma, n. 1892 - Roma, † 1969)
- Ezio Moioli, pittore italiano (Olcio, n. 1902 - Monza, † 1981)
- Ezio Mutti, pittore e scultore italiano (Castiglione delle Stiviere, n. 1906 - Castiglione delle Stiviere, † 1987)

## Politici(22)
- Ezio Amadeo, politico italiano (Milano, n. 1894 - Roma, † 1978)
- Ezio Anesi, politico italiano (Canazei, n. 1943 - Canazei, † 1993)
- Ezio Bartalini, politico e giornalista italiano (Monte San Savino, n. 1884 - Roma, † 1962)
- Ezio Battistella, politico italiano (Gorizia, n. 1914 - † 1980)
- Ezio Beccastrini, politico italiano (Cavriglia, n. 1918 - Arezzo, † 1996)
- Ezio Cartotto, politico, scrittore e giornalista italiano (Milano, n. 1943 - Milano, † 2021)
- Ezio Casati, politico italiano (Paderno Dugnano, n. 1956)
- Ezio Donatini, politico italiano (Palazzuolo sul Senio, n. 1888 - † 1975)
- Ezio Enrietti, politico italiano (Caselle Torinese, n. 1936 - Caselle Torinese, † 2020)
- Ezio, politico bizantino
- Ezio Garibaldi, politico e militare italiano (Riofreddo, n. 1894 - Roma, † 1969)
- Ezio Maria Gray, politico, giornalista e saggista italiano (Novara, n. 1885 - Roma, † 1969)
- Ezio Leonardi, politico italiano (Mezzomerico, n. 1929 - † 2025)
- Ezio Locatelli, politico italiano (Castelli Calepio, n. 1954)
- Ezio Ottaviani, politico italiano (Norcia, n. 1919 - Norcia, † 1986)
- Ezio Riboldi, politico italiano (Vimercate, n. 1878 - Monza, † 1965)
- Ezio Robotti, politico italiano (Vercelli, n. 1943)
- Ezio Santarelli, politico italiano (Fermo, n. 1921 - Fermo, † 2016)
- Ezio Vigorelli, politico e partigiano italiano (Lecco, n. 1892 - Milano, † 1964)
- Ezio Villani, politico e partigiano italiano (Galliera, n. 1892 - Roma, † 1955)
- Ezio Zani, politico italiano (Mantova, n. 1969)
- Ezio de Vecchi, politico e militare italiano (Grosseto, n. 1824 - Firenze, † 1897)

## Poliziotti(1)
- Ezio Lucarelli, carabiniere italiano (Cori, n. 1945 - Milano, † 1980)

## Produttori cinematografici(1)
- Ezio Lavoretti, produttore cinematografico italiano (Roma, n. 1913 - Roma, † 1975)

## Registi(2)
- Ezio Alovisi, regista italiano (Roma, n. 1933 - Frascati, † 2022)
- Ezio Pecora, regista, autore televisivo e critico cinematografico italiano (Pola, n. 1925 - Bologna, † 1988)

## Registi teatrali(1)
- Ezio Maria Caserta, regista teatrale, drammaturgo e poeta italiano (Verona, n. 1938 - Verona, † 1997)

## Scenografi(2)
- Ezio Frigerio, scenografo italiano (Erba, n. 1930 - Lecco, † 2022)
- Ezio Toffolutti, scenografo, costumista e regista italiano (Venezia, n. 1944)

## Scrittori(3)
- Ezio Camuncoli, scrittore e giornalista italiano (Gatteo, n. 1895 - Gatteo, † 1957)
- Ezio D'Errico, scrittore e sceneggiatore italiano (Agrigento, n. 1892 - Roma, † 1972)
- Ezio Savino, scrittore, grecista e latinista italiano (Milano, n. 1949 - Bresso, † 2014)

## Scultori(3)
- Ezio Bruno Caraceni, scultore e pittore italiano (Chioggia, n. 1927 - Chioggia, † 1986)
- Ezio Ceccarelli, scultore italiano (Montecatini Val di Cecina, n. 1865 - Volterra, † 1927)
- Ezio Roscitano, scultore italiano (Reggio Calabria, n. 1889 - Reggio Calabria, † 1940)

## Sindacalisti(1)
- Ezio Gallori, sindacalista italiano (Terranuova Bracciolini, n. 1938)

## Tennisti(1)
- Ezio Di Matteo, ex tennista italiano (Roma, n. 1948)

## Tiratori a segno(1)
- Ezio Cini, tiratore a segno italiano (Lari, n. 1945 - Roma, † 2021)

## Triplisti(1)
- Ezio Buzzelli, ex triplista italiano (Chieti, n. 1951)

## Tuffatori(1)
- Ezio Selva, tuffatore e pilota motonautico italiano (Locarno, n. 1902 - Miami Beach, † 1957)

## Velocisti(1)
- Ezio Madonia, ex velocista e allenatore di atletica leggera italiano (Albenga, n. 1966)

## Veterinari(1)
- Ezio Marchi, veterinario italiano (Bettolle, n. 1869 - Firenze, † 1908)

## Senza attività specificata(2)
- Ezio Galon, allenatore di rugby a 15 e ex rugbista a 15 italiano (Treviso, n. 1977)
- Ezio Giorgetti, italiano (n. 1912 - † 1970)